# Ролл Де Хэмпол, Ричард
Ричард Ролл Де Хэмпол (англ. Richard Rolle de Hampole, ок. 1300, Торнтон, Йоркшир —1349, Хэмпол, Саут-Йоркшир) — английский монах, мистик и аскет. Вместе с Юлианой Нориджской и неизвестным автором трактата Облако неведения принадлежит к крупнейшим мистикам английского Средневековья.

## Биография
Рос в Северном Йоркшире, близ Пикеринга. Учился в Оксфорде. В конце жизни поселился в Хэмполе, неподалёку от женской цистерцианской обители, где у него были ученицы.
Почитается англиканской церковью как святой 20 января, а Епископальной церковью США — 28 сентября вместе с Уолтером Хилтоном и Марджери Кемп.

## Труды
Автор духовной лирики на английском языке, трактатов на латыни и английском. Его сочинения были опубликованы в начале XVI в. английским первопечатником Уинкеном де Уордом, позже многократно перепечатывались и переводились на современный английский язык. Наиболее известным считается «Созерцание страстей Христовых».

## Основные сочинения
- De emendatione vitae
- De incendio amoris
- Contemplacyons of the drede and love of God
- Remedy against Temptacyons
- The Pricke of Conscience
- The Form of Perfect Living
- Meditations on the Passion